# ألفريدو جوزوني
ألفريدو جوزوني (12 أبريل 1877 - 15 أبريل 1965) كان ضابطًا عسكريًا إيطاليًا خدم في كل من الحرب العالمية الأولى والحرب العالمية الثانية.

## النشأة
كان جوزوني من مواليد مانتوفا في إيطاليا.

## الجيش الإيطالي
انضم جوزوني إلى الجيش الملكي الإيطالي وقاتل في الحرب العالمية الأولى .
بعد الحرب الإيطالية الإثيوبية الثانية، تم تعيين جوزوني حاكمًا لإريتريا. شغل منصب حاكم من مايو 1936 حتى أبريل 1937.
في عام 1939، كان لجوزوني دور بارز في الغزو الإيطالي لألبانيا وكان القائد العام للقيادة العليا لقوات ألبانيا في عام 1940.
في يونيو 1940، بعد دخول إيطاليا الحرب العالمية الثانية، قاد جوزوني الجيش الرابع الإيطالي أثناء غزو فرنسا.
في 29 نوفمبر 1940، خلف جوزوني أوبالدو سودو في منصب وكيل وزارة الحرب ونائب رئيس هيئة الأركان العامة العليا.
في عام 1943، كان جوزوني ضابطًا عامًا يقود الجيش السادس في صقلية وقائدًا لقوات المحور في صقلية أثناء غزو الحلفاء للجزيرة. استمرت المقاومة الألمانية الإيطالية قبل 37 يومًا من إخلاء الجزيرة.

## الهدنة والملاحقة
بعد الهدنة الإيطالية في سبتمبر 1943، أسر الجنود الجمهوريون الفاشيون الجنرال جوزوني، لكنه تجنب الإعدام بفضل مساعدة بعض الضباط الألمان الذين قدروا دوره أثناء الدفاع عن صقلية.

## روابط خارجية
- http://www.generals.dk/general/Guzzoni/Alfredo/Italy.html
- Newspaper clippings about Alfredo Guzzoni